# Tachytrechus kenyensis
Tachytrechus kenyensis är en tvåvingeart som beskrevs av Octave Parent 1938. Tachytrechus kenyensis ingår i släktet Tachytrechus och familjen styltflugor.
Artens utbredningsområde är Kenya. Inga underarter finns listade i Catalogue of Life.